# Carcelia excisoides
Carcelia excisoides är en tvåvingeart som först beskrevs av Louis-Paul Mesnil 1957.  Carcelia excisoides ingår i släktet Carcelia och familjen parasitflugor. Inga underarter finns listade i Catalogue of Life.